# Holzschnitt
Der Holzschnitt ist ein Hochdruckverfahren, bei dem ein reliefartiger hölzerner Druckstock verwendet wird, um Grafiken zu erzeugen; auch die so erzeugte einzelne Grafik wird Holzschnitt genannt. Der Holzschnitt zählt wie der Holzstich und der Blockdruck zu den xylographischen Verfahren. Seit der Erfindung des Buchdrucks war der Holzschnitt das geeignete Verfahren, um Bücher zu illustrieren, da der Druckstock in den typographischen Satz eingefügt und mit ihm zusammen in einem Arbeitsgang gedruckt werden konnte.
Holzschnitte, bei denen verschiedene Holzschnittplatten für verschiedene Farben verwendet werden und somit auf dem fertigen Abzug mehrere Farben zu sehen sind, bezeichnet man als Farbholzschnitte.
Zur Herstellung des Druckstocks werden von einem glatt gehobelten Holzbrett mit Schneidemessern die nicht druckenden Teile entfernt und die erhabenen Teile danach eingefärbt und abgedruckt (Hochdruck). Der Abdruck erfolgt durch Handabreibung mittels eines Falzbeins oder durch eine Druckpresse.

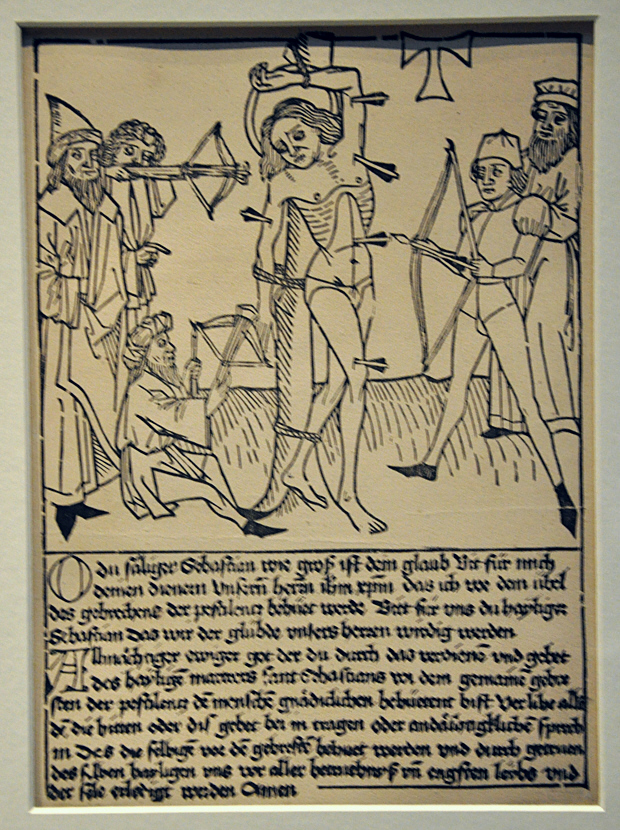
Druck von der nebenstehenden Druckplatte, British Museum

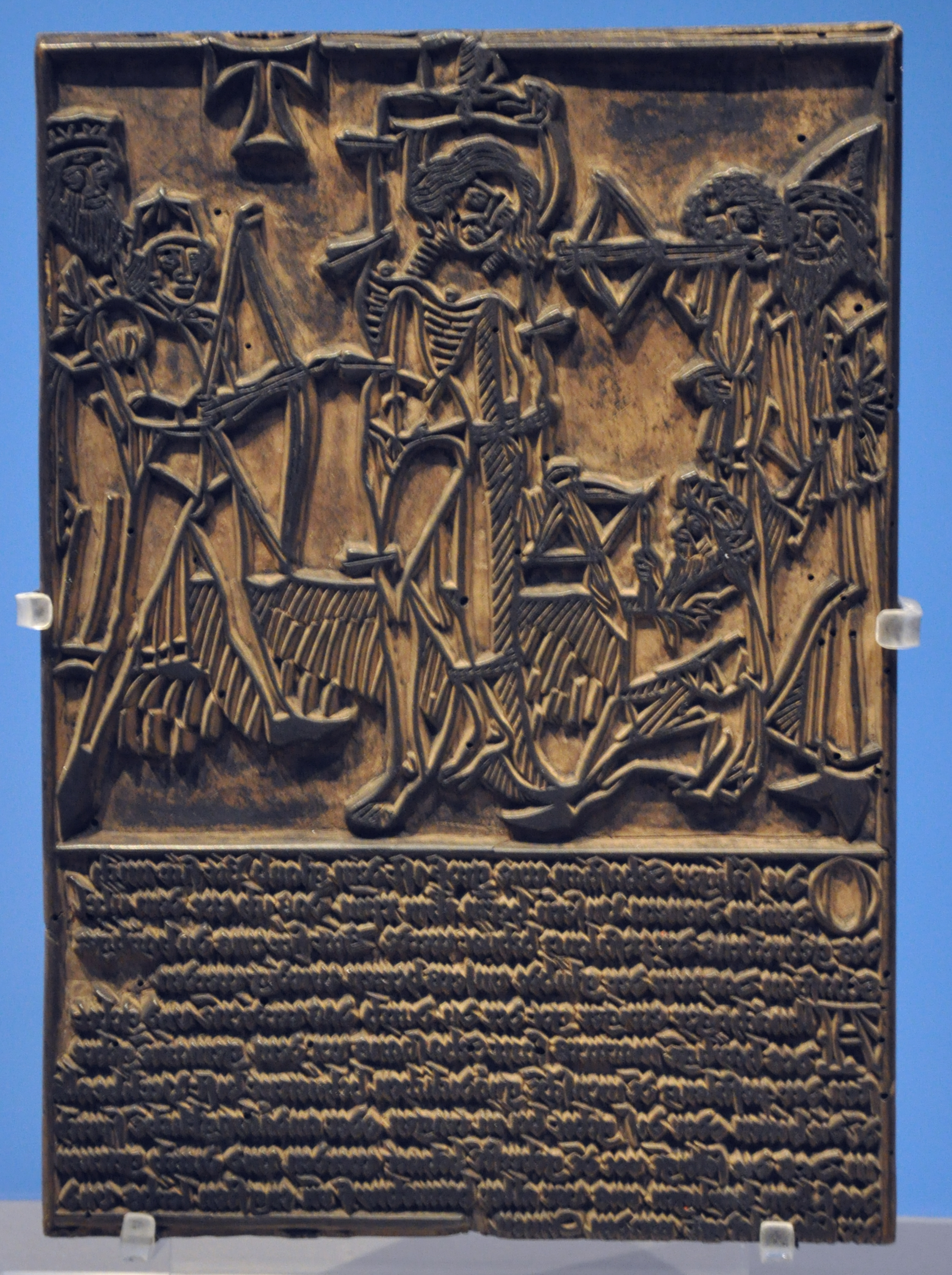
Martyrium des heiligen Sebastian, Druckstock, Süddeutschland um 1470–1475

## Herstellungsprozess im Detail

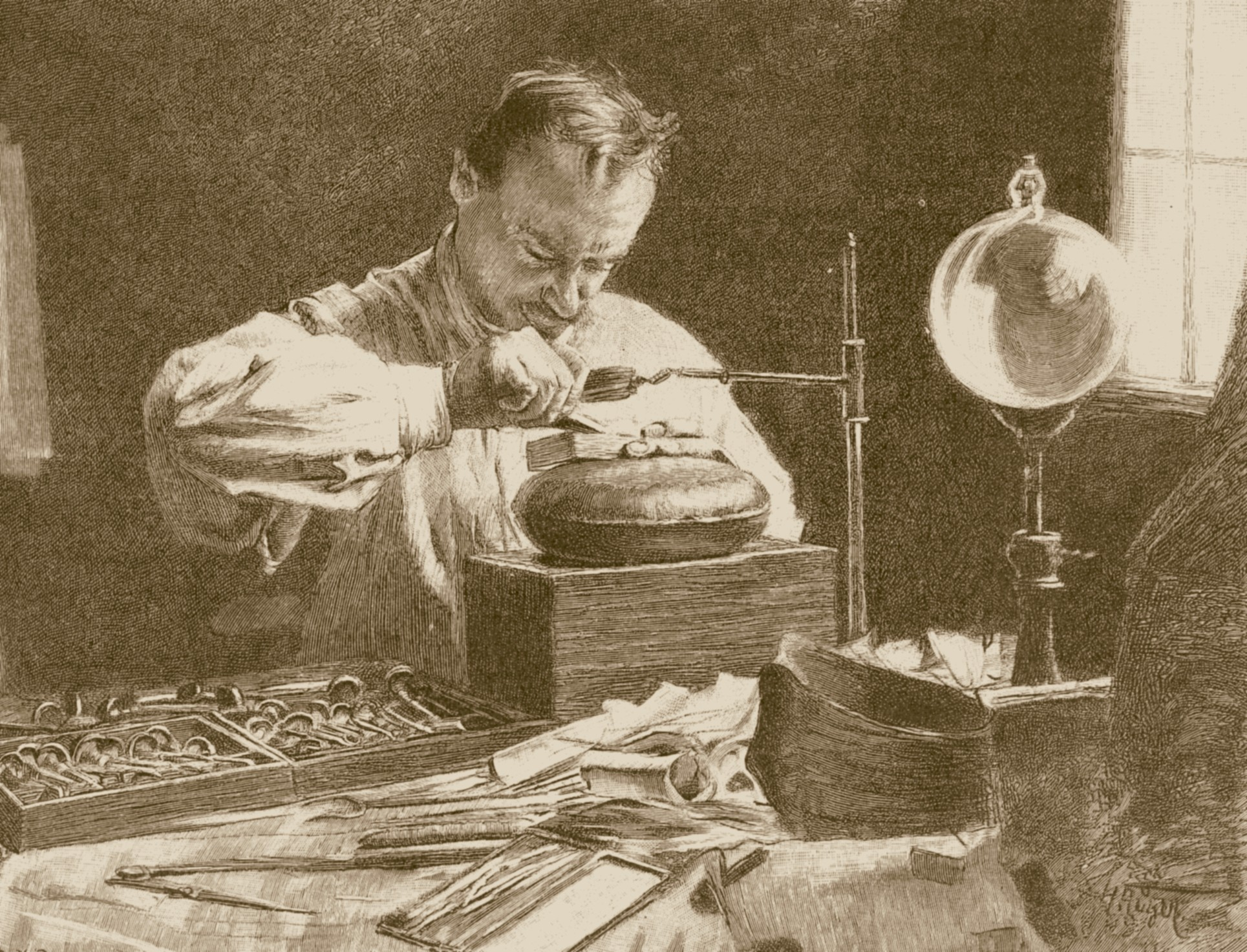
Der Holzschneider, nach einer Originalzeichnung von Hans Rüger

### Herstellung des Druckstocks
In der Regel wird ein Holzblock so zugeschnitten, dass eine etwa zwei bis vier Zentimeter starke Platte entsteht, deren Fasern in der Richtung der Bildfläche verlaufen (Langschnitt). Sie wird sorgfältig gehobelt, geschliffen und geglättet, bis die vollkommen plane Fläche mit einer Grundierung, meist einer dünnen weißen Kreideschicht, überzogen werden kann. Auf dieser Kreideschicht wird in der Regel vom Künstler die Vorzeichnung angebracht, danach mit verschiedenen Messern die vorgezeichneten Linien haarscharf umschnitten. Dies erfolgt nicht mit einem senkrechten Schnitt, sondern mit zwei Schnitten, einem schrägen von der aufgezeichneten Linie weg und einem gegenschrägen (Schnitt und Gegenschnitt), wobei sich dann ein Holzspan entfernen lässt. Am Ende dieses Prozesses bleiben die Linien und Flächen der Zeichnung als Grate, Stege oder Inseln stehen. Bei diesem so genannten Schwarzlinienschnitt wird die Figuration durch schwarze Linien auf weißem Grund gebildet.

Woody Allen von Manfred Behrens (links der fertige Druck, rechts die Druckplatte im Schwarzlinienschnitt)

Der fertige Druckstock wird schließlich mit Druckfarbe eingefärbt, was durch Aufdrücken eines faustgroßen, getränkten Ballens geschieht oder häufiger noch durch Überrollen mit einer Walze.
Die Bezeichnung im Stock signiert meint: Im Druckstock vom Holzschnitt befindet sich die Signatur des Künstlers.

### Der Druck
Der Druck erfolgt, indem die Holzplatte auf ungeleimtes Papier – wahlweise dickes Bütten- oder dünnes Reispapier – gepresst wird (oder umgekehrt), das dadurch die Farbe aufnimmt. Beim Reiberdruck geschieht dies durch Reiben des aufgelegten Papiers mit dem Handballen; beim Bürstendruck wird durch das Streichen einer Bürste über das Papier die notwendige enge Verbindung von Papier und Druckstock bewirkt. Am häufigsten wird der Abzug jedoch mit einer Buchdruckpresse hergestellt, die einen mäßigen vertikalen Druck auf die horizontale Platte mit dem aufgelegten Papier ausübt.
Nach jedem Druckvorgang wird die Platte neu eingefärbt. Da Kniehebelpressen, die man früher bevorzugt für den Druck von Holzschnitten verwandte, heute nicht mehr hergestellt werden und kaum noch erhältlich sind, wird häufig auch auf Walzenpressen (Tiefdruckpressen) gearbeitet. Eine Leitschiene oder eine größere Abdeckplatte über Druckstock und Papier können das Aufwippen der Walzenpresse vorwegnehmen. Holzschnitte mit hohen Auflagen werden oft auf Buchdruckpressen gedruckt.
Holzschnitte werden mitunter auf den Stein umgedruckt und wie eine Lithografie abgezogen. Es handelt sich dann um eine Lithografie nach einem Holzschnitt, also um eine „originalgrafische“ Reproduktion (siehe auch Grafik).

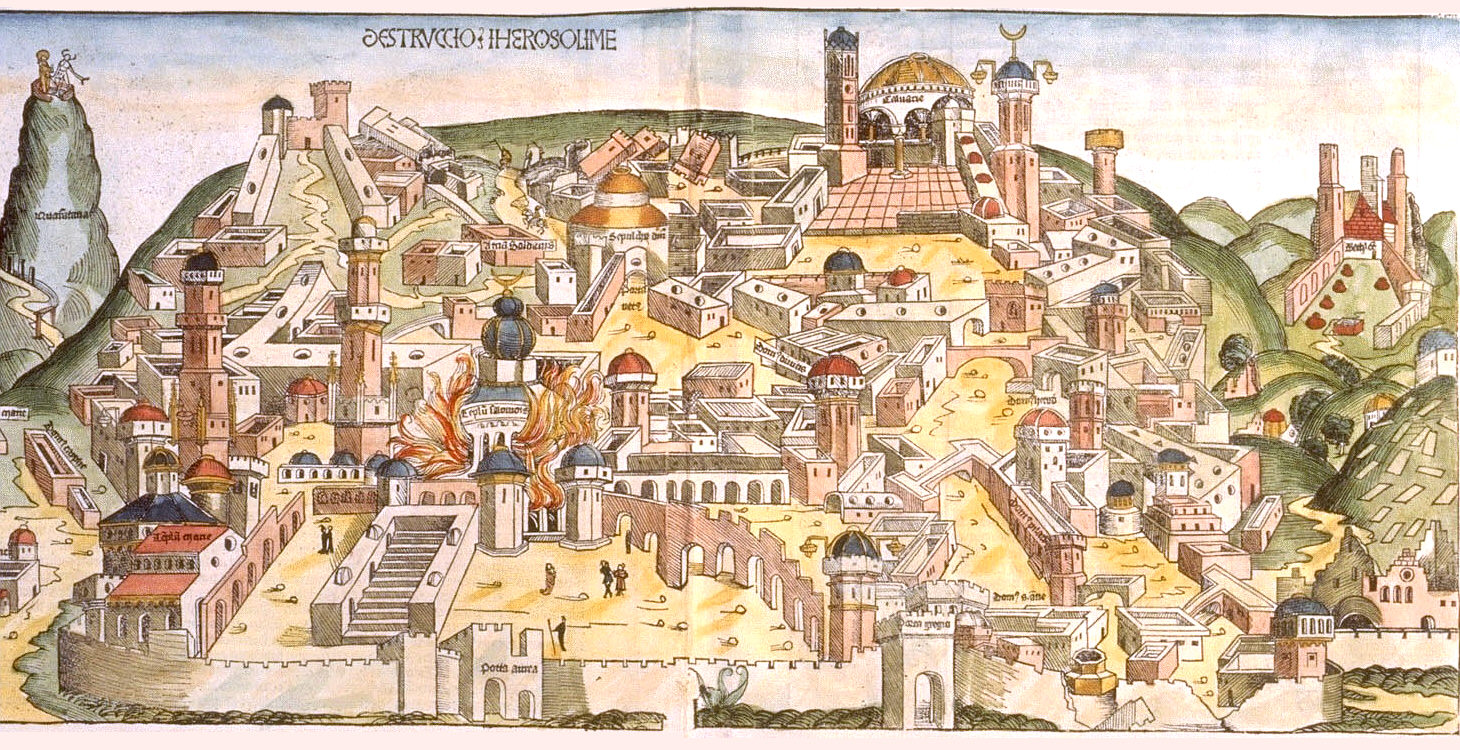
Hartmann Schedel: Die Zerstörung von Jerusalem, 1493

### Verwendete Holzarten
Für den Holzschnitt eignen sich nahezu alle Nutzhölzer. Eine der wenigen Holzarten, die für den Holzschnitt kaum zu gebrauchen ist, ist das der gewöhnlichen Kiefer, da ihr Holz zu inhomogen, gelegentlich astig und zu harzig ist.
Das verwendete Holz wird gewöhnlich als so genanntes Langholz längs zur Faser geschnitten. Harthölzer wie Birne, Nuss oder Kirsche werden besonders gerne für detailliertere Grafiken verwendet, da sie sich im Vergleich zu Weichholz gleichmäßiger schneiden lassen und sich daher auch feine Linien gut erzielen lassen. Weichhölzer eignen sich besonders für großflächige Arbeiten und haben den zusätzlichen Vorteil, dass große Platten oder Bretter günstiger zu erwerben sind als solche aus Hartholz.
Verwendet werden auch Span-, Furnier- und Tischlerplatten oder Sperrholz, so genannter Plattenwerkstoff. Diese Holzformen sind bei Druckgrafikern beliebt, da sie sich nicht verziehen und auch größere Formate günstig zu haben sind. Gelegentlich wird sogar altes Möbelholz für den Holzschnitt verwendet.
Die Maserung oder Struktur eines Holzes wird gelegentlich bewusst als grafisches Element eingesetzt. Dazu eignen sich besonders verwitterte Holzbretter, deren Maserung reliefartig hervorgehoben ist, da die weicheren Schichten durch die Verwitterung bereits erodiert sind. Dieser Effekt lässt sich auch künstlich erzeugen, indem das Holzbrett mit einer Drahtbürste behandelt wird oder die Oberfläche mit verdünnter Salpetersäure angeätzt wird.
Während bei den meisten Holzschnitt-Techniken die Wahl des Holzes im Wesentlichen eine künstlerische Entscheidung ist, ist es beim Holzstich notwendig, dass das verwendete Holz eine feine, enge Faserung aufweist. Präferiert wird das quer zur Faser geschnittene Hirnholz des Buchsbaums, das aufgrund des langsamen Wachstums dieser Pflanze jedoch sehr teuer ist. Bei alten Druckstöcken aus Buchsbaum wird deshalb auch die Plattenunterseite verwendet oder die Oberseite wird abgehobelt, so dass sie neu graviert werden kann.

### Werkzeuge
Zur Grundausstattung eines Holzschneiders gehören:
- der Grabstichel, mit dem gerade und parallele Linien ins Holz gestochen werden
- der Geißfuß, der eine v-förmige Rille schneidet
- der Rundstichel oder das Rundeisen
- das Hohleisen, mit dem größere, nicht druckende Partien weggeschnitten werden. Manche Holzschneider arbeiten ausschließlich mit kleineren und größeren Hohleisen und verzichten auf Werkzeuge wie Konturenmesser
- Konturenmesser, mit denen feine Linien geschnitten werden

Alle Holzschnittwerkzeuge haben aufgrund ihrer verschiedenen Schneiden und Profile eine unterschiedliche Schnittwirkung. In der Regel haben sie mit Ausnahme der Konturenmesser einen pilzförmigen Griff. Dies soll helfen, mehr Druck auf das Werkzeug auszuüben. Heutzutage werden auch modernere Werkzeuge wie Fräsmaschinen verwendet. HAP Grieshaber gebrauchte für seine sehr großen Holzschnitte sogar Motorsägen.

## Merkmale des manuellen Holzschnitts
Eine künstlerische Holzschnitt-Grafik weist spezifische Merkmale auf, die sie von Druckgrafiken, die mit anderen Techniken wie Kupferstich oder Mezzotinto hergestellt sind, deutlich unterscheiden:

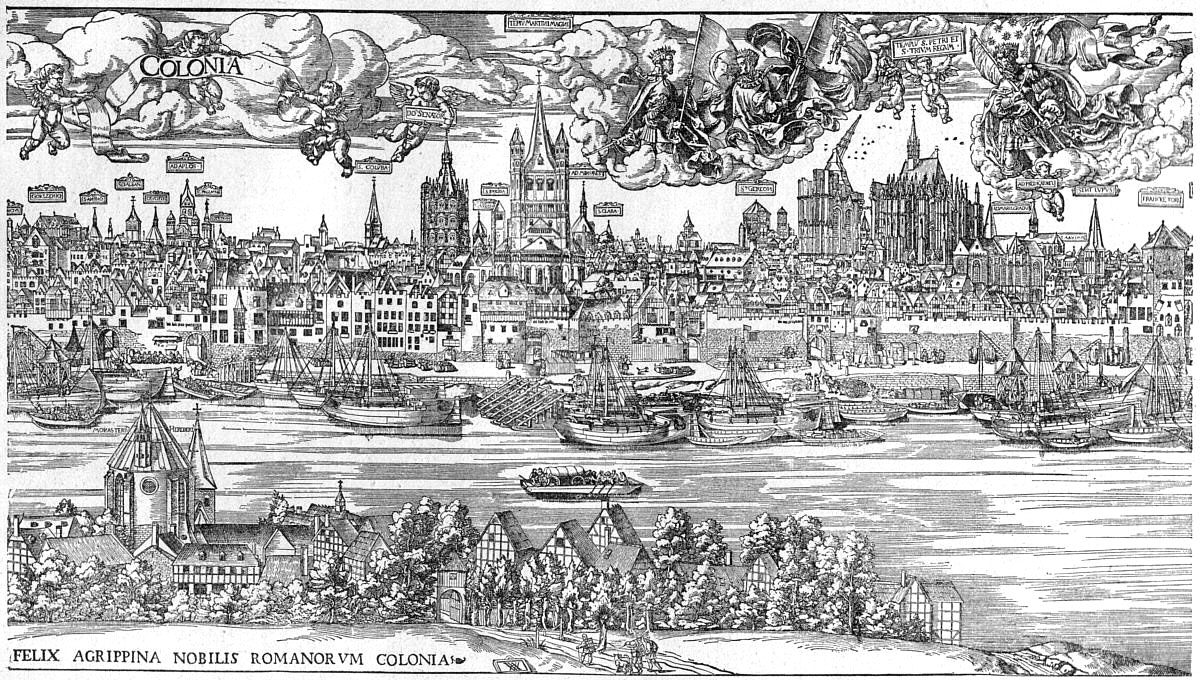
Köln im Jahr 1531, Holzschnitt von Anton von Worms

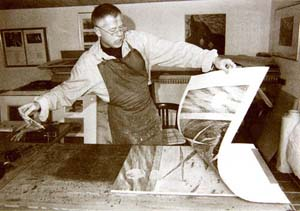
Gerhard Hermanns, beim manuellen Holzdrucken in seinem Atelier

- Die Rückseite des Abzugs zeigt eine leichte Prägung, die gewöhnlich deutlich fühlbar ist. Die Linienstege sind leicht in das Papier eingedrückt, was den Holzschnitt von allen Flachdrucken unterscheidet.
- Beim Handabzug wird das Papier auf der Rückseite durch den Reiber leicht glänzend (Reiberspuren). Ein Reiberdruck ist zeitraubend; er gibt dem Künstler jedoch die Möglichkeit, durch die Art des Einfärbens des Druckstocks und durch das Abreiben das Endresultat zu beeinflussen. Dadurch sind die Unterschiede zwischen einzelnen Abzügen jedoch größer, als das durch den Druck mit einer Druckerpresse der Fall ist.
- Durch den verhältnismäßig geringen Kraftaufwand, mit dem der Abdruck von einem Holzstock erfolgt, zeigt der Abzug keinen Quetsch- oder Plattenrand, er unterscheidet sich dadurch von jedem Tiefdruck.
- Die Farbe der Linien ist auf dem gesamten Blatt gleich dicht, da die Druckfarbe auf jedem druckenden Teil gleich aufliegt.

Die Qualität des Abzugs – für den potentiellen Käufer einer künstlerischen Druckgrafik ein wesentliches Entscheidungskriterium – ist abhängig von Sauberkeit und Schärfe des Drucks. Die Drucke dürfen keine starken Quetschränder haben. Zu farbfette Drucke verschmieren Feinheiten und hinterlassen um die schwarzen Stege und Felder einen braunen Hof. Diese „versuppten“ Abzüge sind von minderer Qualität.

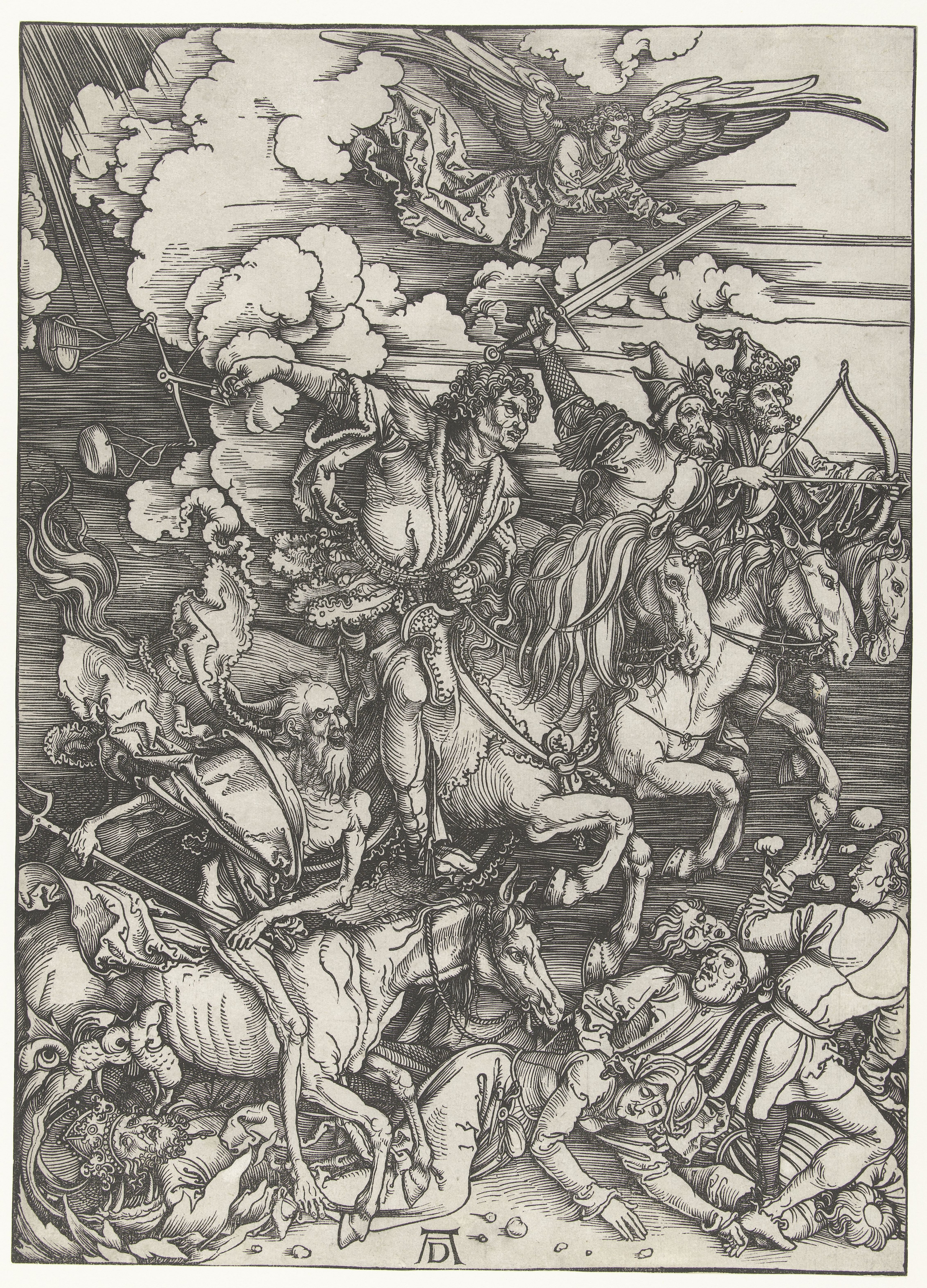
Die Apokalyptischen Reiter, Holzschnitt aus der Offenbarung des Johannes von Albrecht Dürer, 1498

## Varianten der Holzschnitt-Technik
Die klassischen Techniken des Holzschnitts sind:
- Schwarzlinienschnitt, bei dem die erhabenen und damit druckenden Teile des Druckstocks die Zeichnung wiedergeben. Der Schwarzlinienschnitt ist die ursprünglichste Form des Holzschnitts.
- Weißlinienschnitt, bei dem die Linien der Zeichnung wie eine Gravur in den Holzblock eingeschnitten werden. Beim Abzug wird damit die Fläche abgedruckt, die eigentlich den Hintergrund ausmacht, und die Darstellung ergibt sich – nicht druckend – aus den weißen Linien. Der Weißlinienschnitt wurde vor allem im 16. Jahrhundert eingesetzt. Albrecht Dürer verwendete ihn mit seiner negativen Umkehrung zur Steigerung der künstlerischen Wirkung in schwarzlinigen Holzschnitten.
- Flächenschnitt, der vor allem von französischen Künstlern des 19. Jahrhunderts verwendet wurde. Die Zeichnung wurde meist negativ in ein großflächiges Brett geschnitten. Paul Gauguin verwendete dazu bevorzugt rohe Kistenbretter, um die Rauigkeit und die Maserung des Holzes für den künstlerischen Ausdruck mitzuverwenden.
- Holzstich (Xylographie), bei dem eine quer zur Faser geschnittene Holzplatte statt mit einem Messer mit einem Kupferstich-Grabstichel bearbeitet wird. Damit kann künstlerisch eine größere Halbtonabstufung erreicht werden. Der Holzstich ist als technische Weiterentwicklung des Holzschnitts einzustufen.
- Grisailleholzschnitt, das Motiv wird auf eine Platte, die Hauptdruckplatte, übertragen. Diese wird mit schwarzer Druckfarbe eingefärbt. Der schwarz-weiße Abzug wird komplettiert durch den Abzug von einer bis vier Platten, die in verschiedenen grauen Tönen gedruckt werden. Das Ergebnis sind die sogenannten Grisailleholzschnitte. Im Jahre 1940 machte Torsten Billman Versuche, die Holzschnitte mit mehreren Platten zu drucken, was dann zu seiner besonderen Technik wurde.

Beim Weißdruck werden die erhabenen Flächen der Druckplatte mit weißer Farbe eingestrichen und auf schwarzem Papier abgezogen. Für den Mehrfarbendruck (Farbholzschnitt) wird der Druck mit mehreren Platten durchgeführt oder die Technik des Clair-obscur-Holzschnitts, des Camaieu-Schnitts, des Abbauschnitts oder der Puzzle-Druck angewandt. Moderne Holzschneider kombinieren alle diese Verfahren.

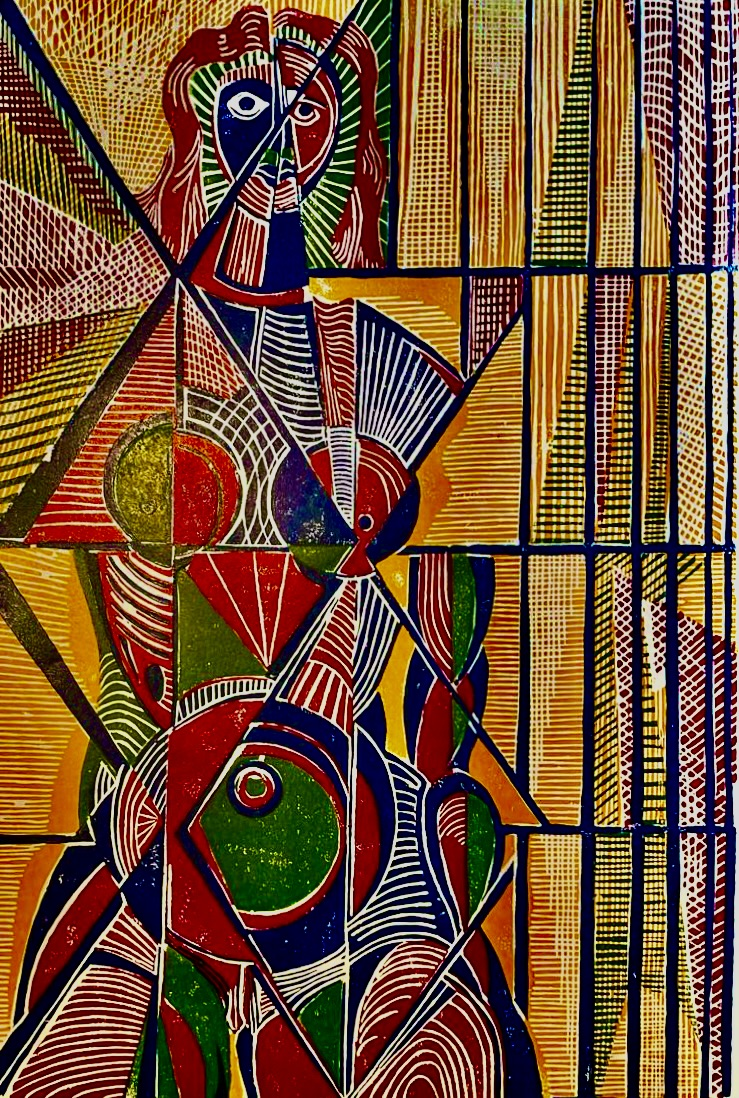
Messalina – Mehrfarbendruck von Peter Römpert, 2004

## Geschichtlicher Überblick

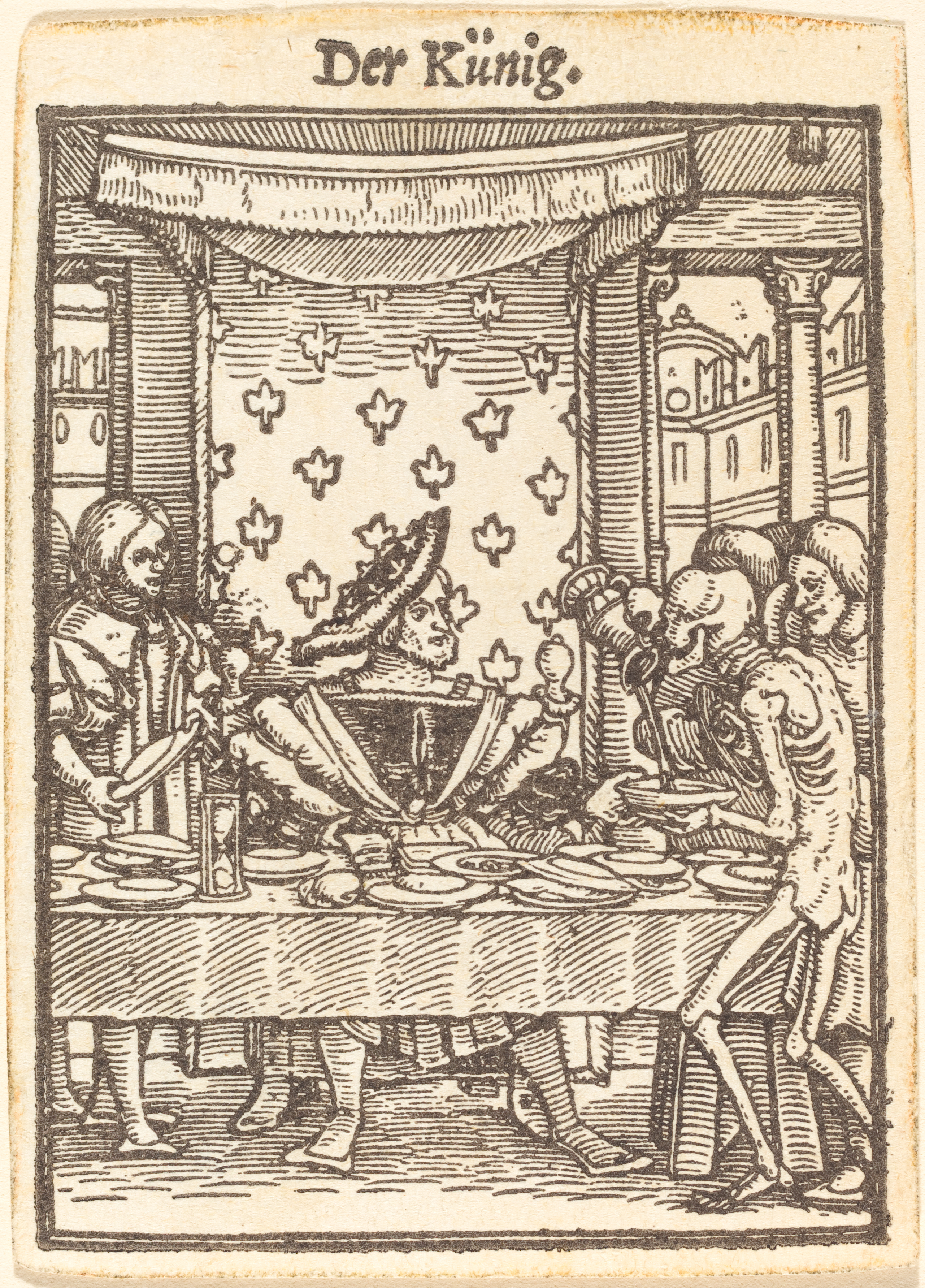
Hans Holbein der Jüngere: Bild aus dem Zyklus Totentanz, 1526

### Ursprung
Die im Prinzip sehr einfache Technik des Hochdrucks zählt zu den ältesten Verfahren der Menschheit, ihre Bildvorstellungen festzuhalten. Der Druck mit geschnittenen Holzklischees ist von diesen das älteste grafische Druckverfahren. Babylonier und Ägypter hatten bereits geschnittene Holzstempel in weichem Ton abgedruckt, und im Kaiserreich China kannte man im 4. Jahrhundert sogar schon die Möglichkeit, reliefartig bearbeitete Inschriftensteine mit Tusche einzufärben und auf Papier, das man dort seit dem 1. Jahrhundert herzustellen wusste, abzureiben. Der Holzschnitt ist daher keine eigentliche Erfindung, sondern nur die Anwendung längst bekannter technischer Möglichkeiten auf einem bis dahin wenig genutzten Material.

### Einblattholzschnitt und frühe Buchproduktion
Grundlage für die künstlerische Blüte des Holzschnitts in Europa war der Aufbau einer leistungsfähigen Papierindustrie in Europa ab etwa 1400. Die frühesten künstlerischen Holzschnitte entstanden als so genannte Einblattholzschnitte zwischen 1400 und 1550 zuerst in alpenländischen und bayerischen Klöstern. Dabei wurden Bilder häufig mit Text kombiniert. Als „Pestblätter“ bildeten sie beispielsweise die als Pesthelfer verehrten Heiligen ab, gaben zusätzlich Gebetstexte wieder und enthielten schließlich auch medizinische Ratschläge zur Vorbeugung gegen die Pest. In Form von Flugblättern und Pamphleten diente der Holzschnitt insbesondere in der Reformationszeit auch als Vermittler religiöser, weltanschaulicher und künstlerischer Vorstellungen. Die ersten mit dem Namen des Künstlers versehenen Holzschnitte stellte um 1465 der Meister Ulrich Feierabend zu Rapperswil her. Neben Einblattdrucken wurden seit 1430 im Holztafeldruck auch sogenannte Blockbücher hergestellt, die  Bild und Text auf einem Block vereinten.
Mit dem Ausbau leistungsfähiger Buchdruckereien begann um 1473 die polnische Holzschnittkunst, deren Zentrum in der Universitätsstadt Krakau lag.
Die Verwendung von Holzschnitten für Buchillustrationen nahm mit der Weiterentwicklung des Buchdrucks durch Johannes Gutenberg noch weiter zu. Die Erfindung des Druckpresse durch Gutenberg mit beweglichen Lettern (um 1440/65) veränderte die Textreproduktion und ließ den Wunsch nach einer ebenso auflagenstarken Bebilderung wachsen. Der frei setzbare Text konnte mit Bildstöcken gemeinsam gedruckt werden. Eines der ersten bekannten so gedruckten Bücher war 1461 Ulrich Boners schon über 100 Jahre alte Fabelsammlung Der Edelstein. Weiterhin wurden jedoch zunächst häufig lediglich die bestehenden gemalten Miniaturen in Holzschnitte übertragen, wie etwa Johann Bämlers Alexander von 1473, bei der Kölner Bibel Heinrich Quentells von 1479 oder dem Ovide moralisé von 1484 des Flamen Colard Mansion.  Die „Schedelsche Weltchronik“ des Nürnberger Druckers Anton Koberger aus dem Jahre 1493 enthielt fast 2.000 Holzschnitte. Für die Herstellung dieses Werks beschäftigte Koberger bis zu 100 Gesellen an 24 Druckpressen.

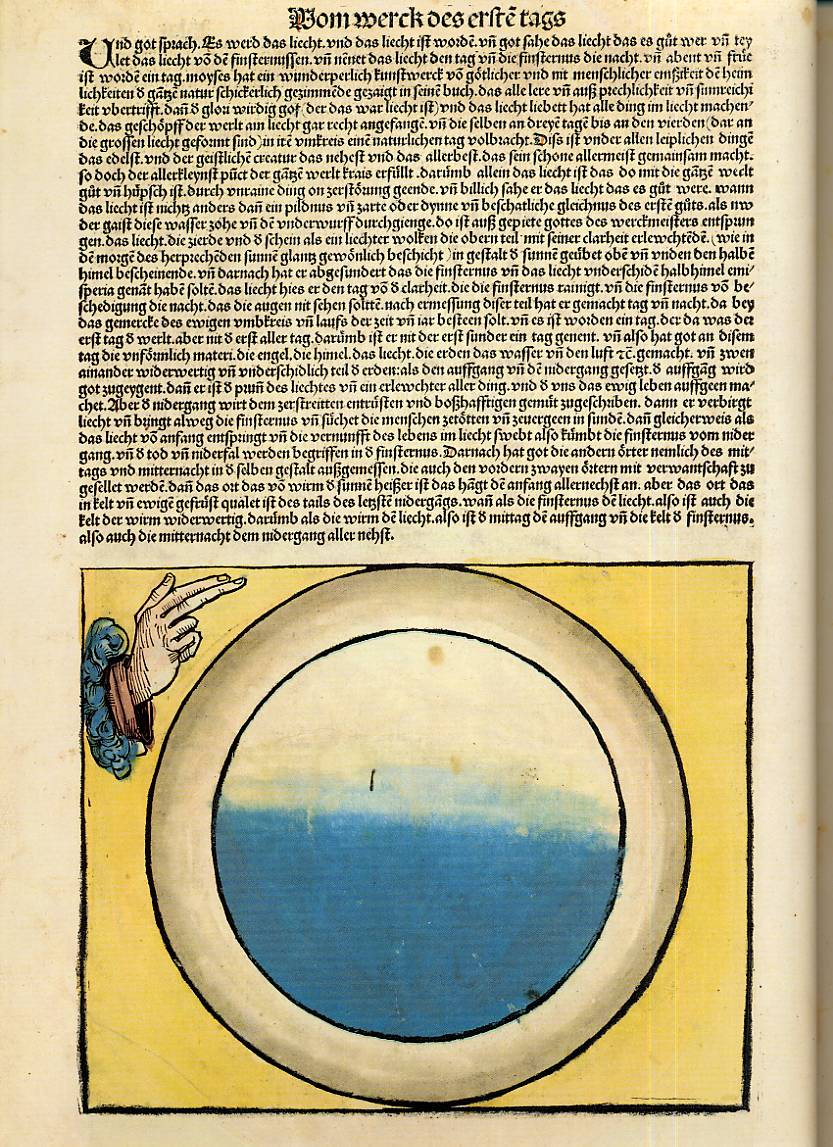
Schedelsche Weltchronik, Blatt f[olio] 2v[erso=rückseitig], Erster Schöpfungstag

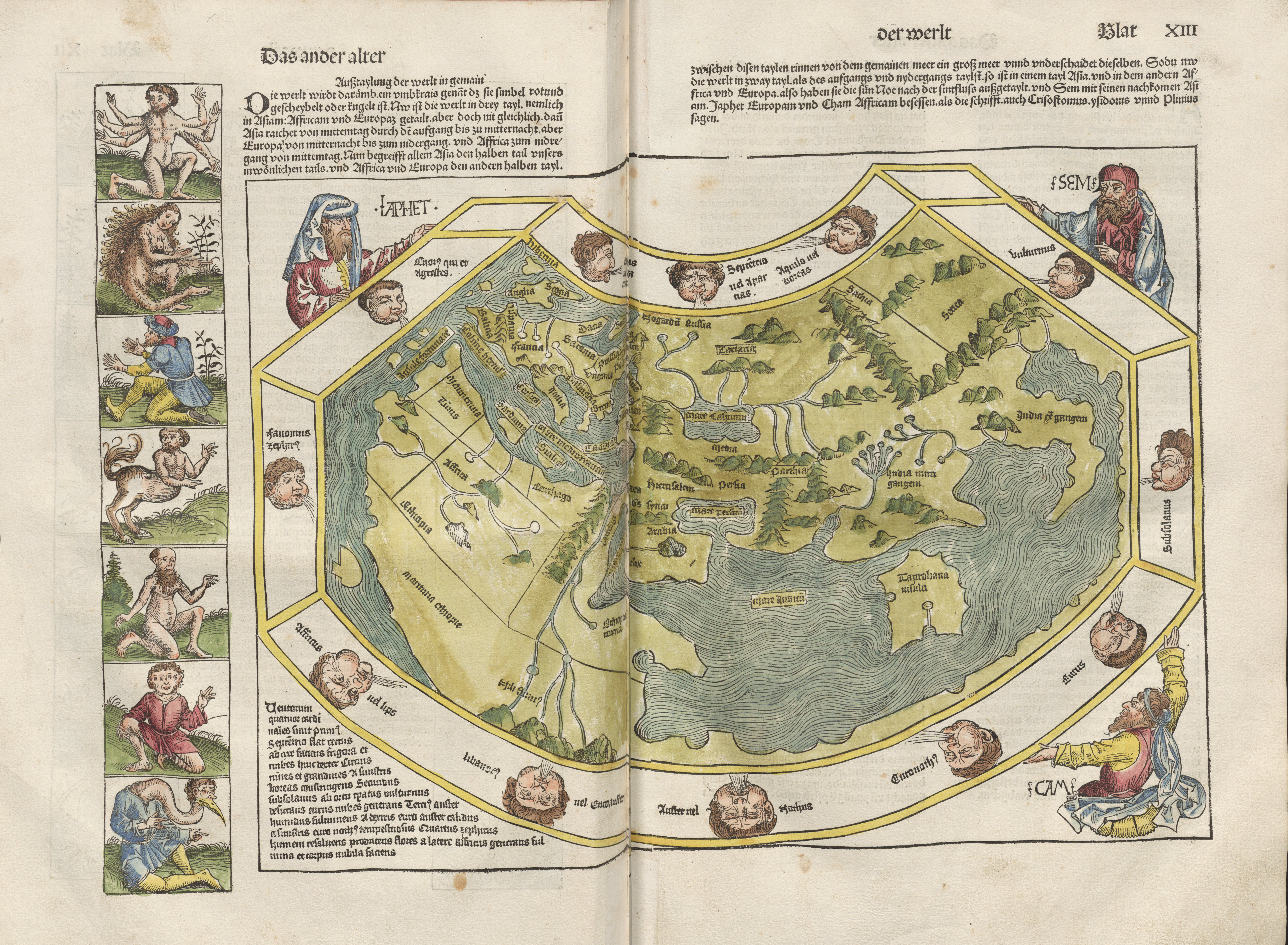
Doppelseitig abgebildete Weltkarte (f 12v/13r[ecto=vorderseitig])
„Die werlt wirdt daruemb ein umbkrais genant dz sie simbel rotund gescheybelt oder kugelt ist.“

### Der Holzschnitt zwischen Renaissance und Industrialisierung
Seinen ersten künstlerischen Höhepunkt erreichte der Holzschnitt in der Renaissance, als Künstler wie Albrecht Dürer und Hans Baldung Meisterwerke dieser Kunstform schufen. Besonders Dürer hat den Holzschnitt von seiner überwiegenden Funktion als Buchillustration befreit und ihn als selbstständiges Medium eines Kunstwerks neu definiert. Formal führte Dürer den Holzschnitt in die Nähe des Kupferstichs, indem er eine reichhaltige Skala zwischen Dunkel und Hell schuf.
In diese Zeit fallen auch die ersten Versuche des Zusammendrucks verschieden gefärbter Platten, nachdem bisher nur Abzüge von Einblattholzschnitten von Hand nachkoloriert worden waren. Bei einem echten Farbdruck erhält jede Farbe eine eigene Druckplatte, die technische Schwierigkeit bei diesem Verfahren besteht jedoch darin, dass durch das Schrumpfen des befeuchteten und wieder trocknenden Papiers der Druckprozess nicht präzise zu steuern ist. Die ersten Farbholzdrucke lassen sich auf 1486 datieren, weitere Versuche unternahmen Lucas Cranach der Ältere sowie Albrecht Altdorfer; letzterem gelang 1519/1520 ein Mehrfarbdruck von sechs Stöcken. Eine intensive Auseinandersetzung mit Farbdrucken erfolgte in Deutschland nach den Arbeiten von Altdorfer vorerst nicht mehr, was möglicherweise auf die zunehmende Verbreitung der schwarzweißen Grafiken von Albrecht Dürer zurückzuführen ist.
Die xylographischen Reproduktionsverfahren waren vom individuellen Geschick der Formschneider und Holzschnitzer abhängig. Die Erfindungen im Bereich der Bildreproduktion durch opto-chemische Reproduktionsverfahren sowie die Erfindung der Fotografie und der Autotypie in der zweiten Hälfte des 19. Jahrhunderts führten dazu, dass der Holzschnitt ab diesem Zeitpunkt für die industrielle Buch- und Zeitschriftenproduktion bedeutungslos wurde und nur noch im künstlerischen Bereich Verwendung fand.

### Der Holzschnitt in China und Japan

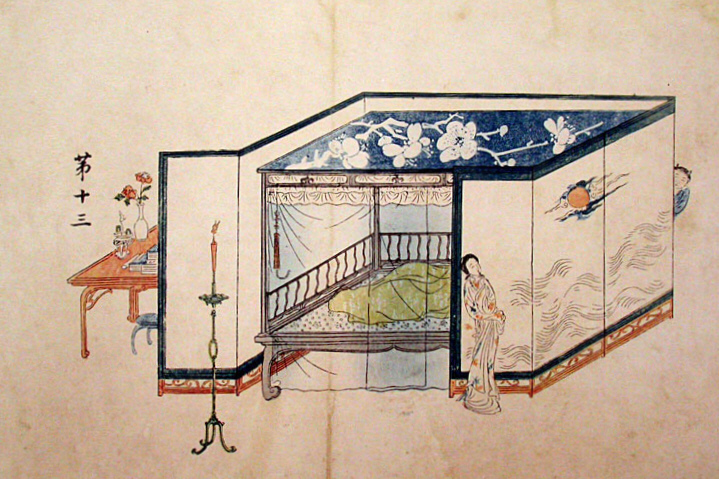
Szene aus Das Westzimmer, Farbholzschnitt von Min Qiji, China, 1640

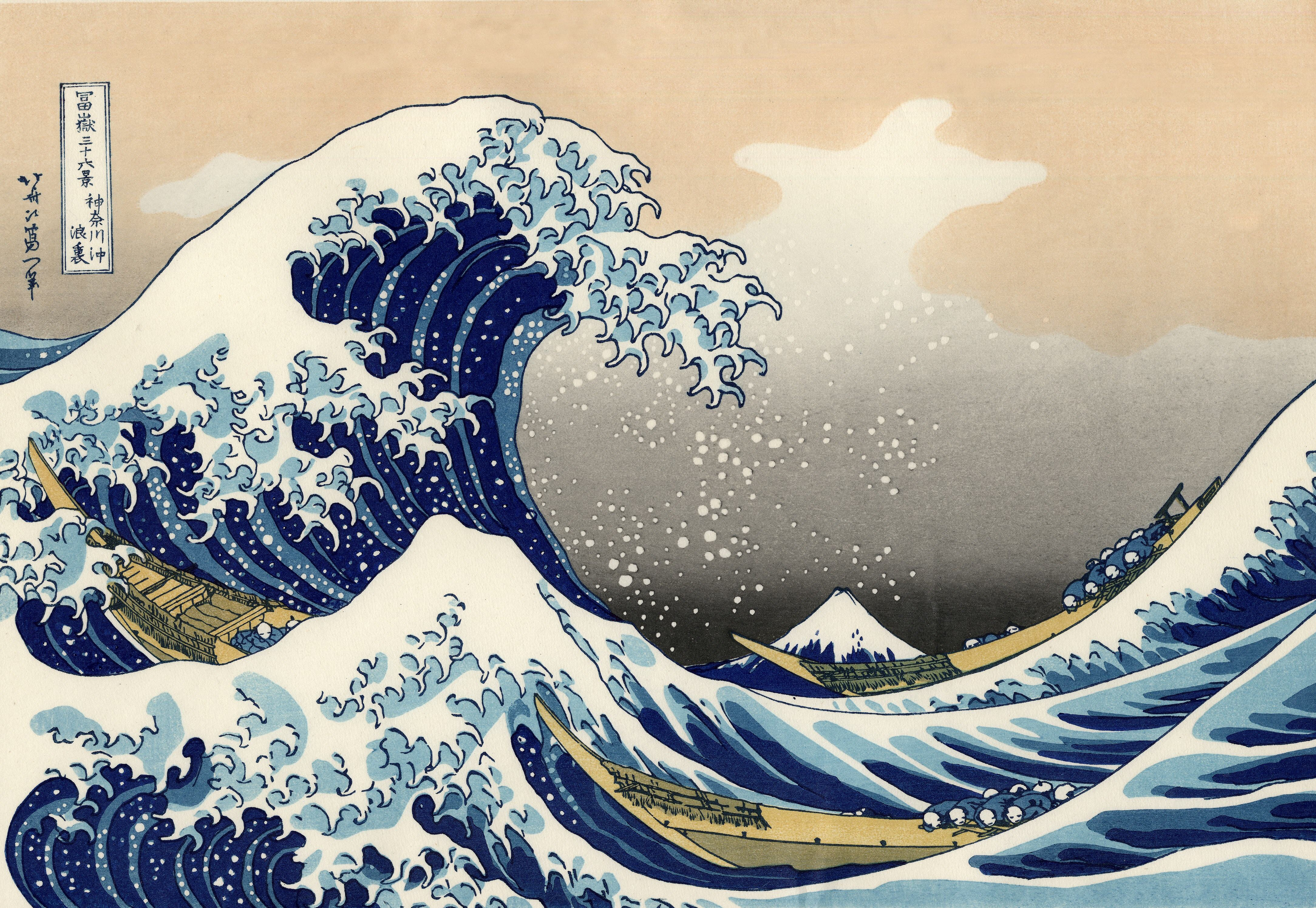
Katsushika Hokusai: Die große Welle vor Kanagawa (etwa 1830)

Shunga von Torii Kiyonaga: Onna Yu (女湯, deutsch „Frauenbad“)

Unabhängig von der Entwicklung des Holzschnitts in der westlichen Welt entwickelte sich im ostasiatischen Raum der Einsatz dieser druckgrafischen Technik. Ältester noch erhaltener Holzschnitt ist eine illustrierte Fassung der Diamant-Sutra aus dem Jahr 868. Einen ersten Höhepunkt erlebte sie in der Song-Zeit (960–1279) in China, als Künstler anfingen, sich zu Holzschnitzerwerkstätten zusammenzuschließen. Große technische Perfektion entwickelte man bei der Herstellung mehrfarbiger Holzschnitte. Zur Umsetzung künstlerischer Ideen wurden jedoch andere Techniken bevorzugt: Im 17. Jahrhundert diente der Holzschnitt in China nur zur Reproduktion von Bildern, wobei man sich vor allem bemühte, die Wirkung eines Pinselstrichs und der Tusche-Abstufung auf das Genaueste wiederzugeben.
Als eigene Kunstform entwickelte sich der Holzschnitt jedoch in Japan, wohin die Technik gegen Ende des 8. Jahrhunderts aus China gelangt war. Seinen Höhepunkt erlebte er in der Zeit vom 17. bis 19. Jahrhundert. Anfangs waren die japanischen Holzschnitte Votivbilder, die vor allem in Holzschnittwerkstätten buddhistischer Klöster geschaffen wurden. Diese Votivbilder hatten damit eine ähnliche Funktion wie die Einblattholzschnitte im Europa des 15. Jahrhunderts.
Zu Beginn des 17. Jahrhunderts wandten sich die japanischen Holzschnittkünstler weltlichen Themen zu. Die in den sogenannten plebejischen Schulen in Edo, Kyōto und Osaka vereinten Künstler schufen Illustrationen klassischer und volkstümlicher Literatur und auch freie grafische Blätter. Anfangs nur einfarbig gedruckt, entwickelte sich Mitte des 18. Jahrhunderts der japanische Farbholzschnitt.
Der japanische Holzschnitt wurde arbeitsteilig von Zeichner, Holzschneider und Drucker hergestellt. Für Farbholzschnitte wurden bis zu 12 Platten und mehr geschnitten, was ein höchst präzises Arbeiten voraussetzte. Die Sujets des Holzschnitts waren überwiegend Szenen aus dem Kabuki, Schauspielerporträts und Frauen (Bijinga), daneben fanden sich Darstellungen berühmter Plätze, historischer Szenen, von Sumō-Ringern, Landschafts- und Naturbilder und Shunga, Drucke explizit sexuellen Charakters. Namhafte Vertreter des japanischen Holzschnitts waren Nishikawa Sukenobu, Suzuki Harunobu, Kitagawa Utamaro, Katsushika Hokusai und Utagawa Hiroshige.

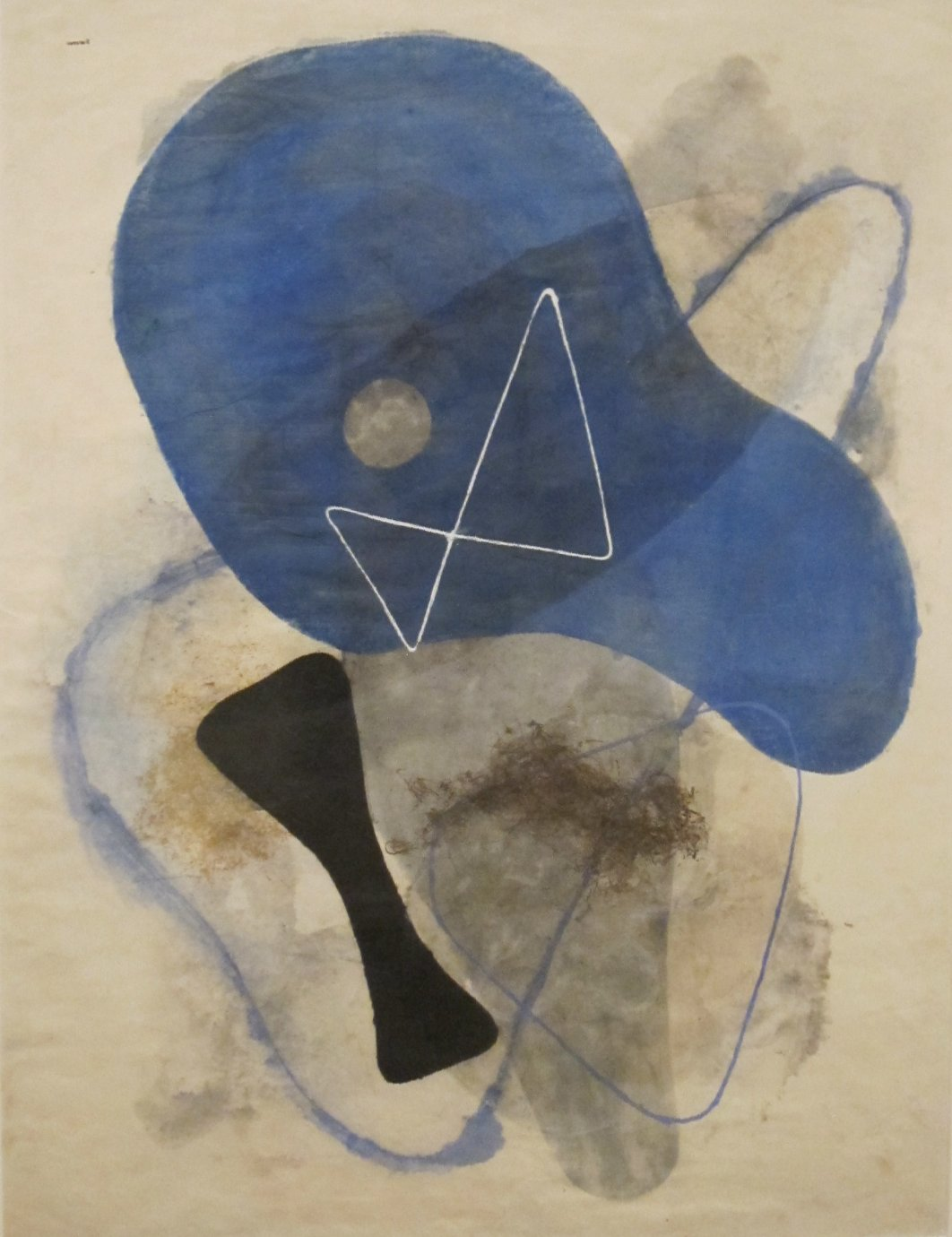
Onchi Kōshirō – Poem No. 13 (1950)

Gegen Ende des 19. Jahrhunderts verlor der japanische Holzschnitt zunächst teilweise seine künstlerische Bedeutung. Holzschnitte dienten vermehrt anderen Zwecken wie Berichterstattung, Erziehungs- und Aufklärungsarbeit und bedurften keiner besonderen Gestaltung. Künstler wie Toyohara Kunichika, Toyohara Chikanobu, Kawanabe Kyōsai und Tsukioka Yoshitoshi hielten die Traditionen des Holzschnitts während der Meiji-Zeit aufrecht. Den beiden letztgenannten gelang es in den letzten Jahrzehnten des 19. Jahrhunderts neue, westliche Elemente in ihren Stil zu integrieren und somit zusammen mit anderen, unabhängigen Künstlern wie z. B. Kobayashi Kiyochika und Ogata Gekko zu Wegbereitern der neuen Kunstrichtungen Shin hanga und Sōsaku hanga zu werden.
Die Shin hanga-Bewegung (wörtl.: neuer Druck) führte moderate technische Neuerungen ein, behielt aber ansonsten sowohl die traditionelle Fertigung als auch die traditionellen Motive bei. In der ersten Hälfte des 20. Jahrhunderts waren Shin hanga-Holzschnitte insbesondere im Ausland erfolgreich, wo ein großes Interesse an traditionellen japanischen Motiven bestand. Die treibende Kraft hinter der Shin hanga-Bewegung war der Verleger Watanabe Shōzaburō (1885–1962) und zu ihren bekanntesten Künstlern (Zeichnern) gehörte Kawase Hasui.
Die Sōsaku hanga-Bewegung (wörtl. kreativer Druck) hingegen brach mit traditionellen Fertigungen und Motiven. Eines ihrer Markenzeichen waren die Prinzipien jiga (selbst gezeichnet), jikoku (selbst geschnitzt) und jizuri (selbst gedruckt), der Künstler führte also alle 3 Arbeitsschritte zur Herstellung eines Holzschnitts (Zeichnung, Schnitzen des Druckstocks, Druck) selbst aus. Ihren internationalen Durchbruch erreichte die Bewegung 1951 auf der Biennale von São Paulo. Zu ihren bekannten Vertretern gehören unter anderem Saitō Kiyoshi (1907–1997), Onchi Kōshirō (1891–1955), Hiratsuka Un’ichi (1895–1997), Watanabe Sadao (1913–1996), Maki Haku (1924–2000), Munakata Shikō (1903–1975) und Naoko Matsubara (* 1937).

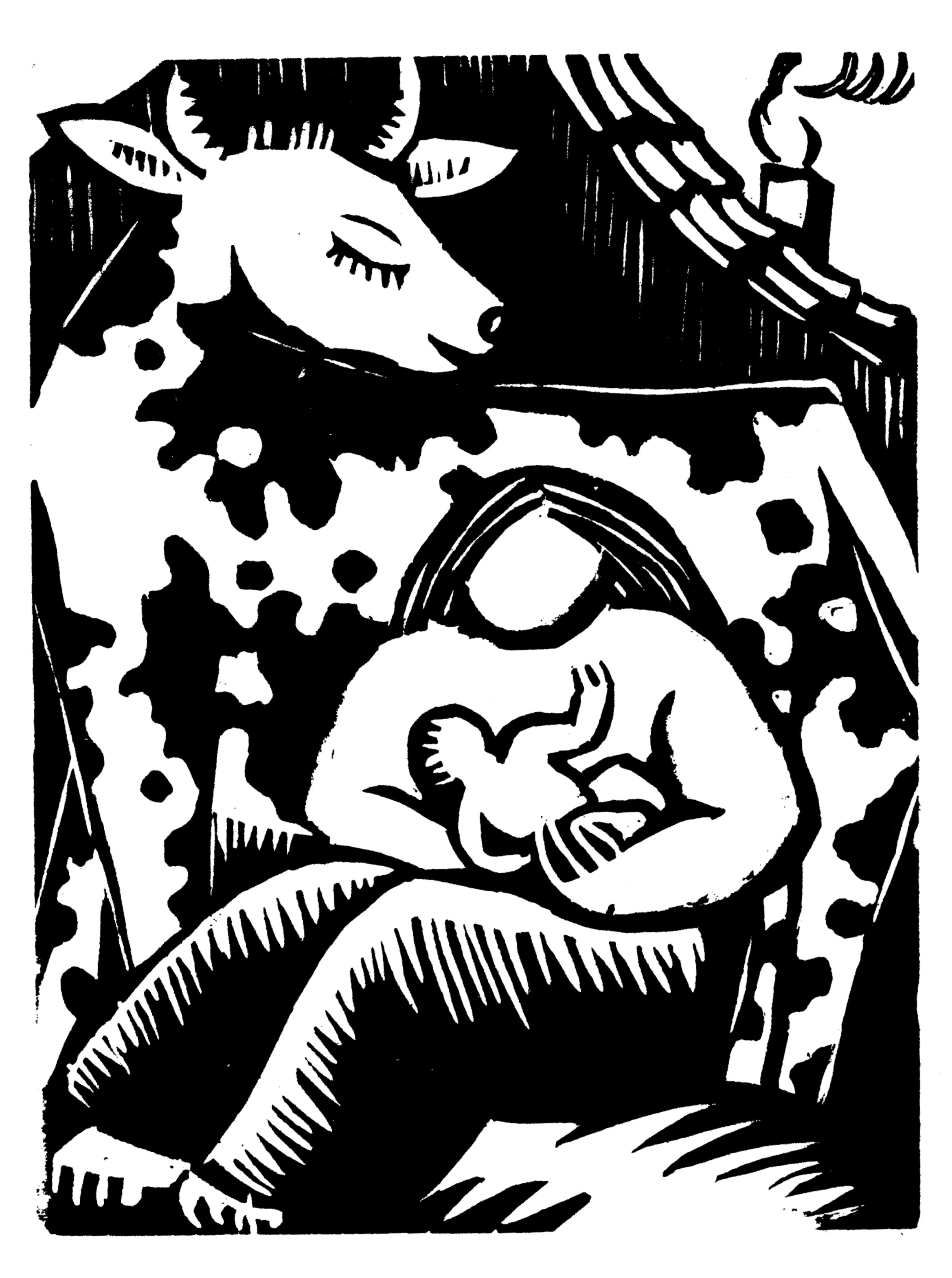
Maria Uhden, Kuh und Frau mit Kind, Holzschnitt, 1918, 18,3 × 14 cm

### Der Einfluss des japanischen Farbholzschnitts in Europa
Der japanische Farbholzschnitt mit seinen leuchtenden, aquarellartigen Druckfarben wurde im 19. Jahrhundert in Europa ein beliebtes Sammelobjekt und bildet so einen wesentlichen Bestandteil des Japonismus. Die Einfachheit und Ausdruckskraft dieser Werke inspirierte westliche Künstler, sich insbesondere mit dem Farbholzschnitt zu beschäftigen. Einer der ersten Wiederentdecker war der britische Illustrator William Morris.
Nach 1870 experimentierten zuerst die französischen Impressionisten, darunter Paul Gauguin mit Holzschnitten. Sie verwendeten oft die Bildkomposition des klassischen japanischen Farbholzschnitts ohne Bildmittelpunkt, was den Betrachter einlädt, den Blick über die Bildfläche wandern zu lassen. Häufig finden sich auf den Drucken auch ungewöhnliche Blickwinkel und am Bildrand angeschnittene Figuren.
Expressionisten wie Erich Heckel, Ernst Ludwig Kirchner, Max Pechstein, Edvard Munch, Frans Masereel, Emil Nolde, Max Thalmann und der Schweizer Carl Eugen Keel schätzten den Holzschnitt wegen seiner herben und kraftvollen Ausdrucksweise, aber auch Künstler der Neuen Sachlichkeit wie Georg Schrimpf und dessen Frau Maria Uhden nahmen sich der Technik an. Um den Holzschnitt in der Kunst haben sich zudem besonders Ernst Barlach, Otto Pankok und Käthe Kollwitz verdient gemacht, deren Kunst zwischen dem Realismus und dem Expressionismus angesiedelt ist. In dieser Tradition steht Cyrus Overbeck, der als narrativer Realist der Gegenwart, den Holzschnitt mit anderen künstlerischen Techniken wie dem Spraying, dem Siebdruck und der Malerei kombiniert.
In der ersten Hälfte des 20. Jahrhunderts wurde der Farbholzschnitt auch gerne zur Illustration von Kinderbüchern gebraucht, so etwa von Alfred Zacharias.
Mit dem Vordringen der abstrakten Kunst sank das Interesse am Holzschnitt wieder. Er wird heute nur noch gelegentlich eingesetzt, um eine künstlerische Idee druckgrafisch umzusetzen. In der zweiten Hälfte des 20. Jahrhunderts war es neben Hans Arp, Heiner Bauschert, František Kupka und Peter Römpert vor allem HAP Grieshaber, der für die anhaltende Wertschätzung des Holzschnitts als künstlerisches Medium sorgte – er produzierte nahezu ausschließlich Holzschnitte, deren effektvolle Wirkung oft durch das Spiel kräftiger Linien und weißer Flächen bei hohem Abstraktionsgrad des Dargestellten entsteht. Andere bekannte Holzschneider der Moderne sind der Schweizer Martin Thönen oder der Berliner Künstler Martin Werthmann. Die bekanntesten Holzschneider sind Mitglied bei der XYLON, der internationalen Vereinigung der Holzschneider.

## Fotoxylografie
Als Fotoxylografie bezeichnet man ein Holzschnittverfahren, bei dem der zu reproduzierende Gegenstand fotografisch auf den präparierten Holzstock übertragen wird. Dazu überzog man ursprünglich den Holzstock mit einer Schicht von Chromgelatine und kopierte hierauf das Bild. Ende des 19. Jahrhunderts wurde diese Technik durch das Silbernitratverfahren abgelöst. Einige Tropfen dicken Eiweißes wurden mit etwas Salmiakgeist versetzt und auf den Holzstock aufgetragen. Diese Schicht wurde mit fein gepulvertem und gut trockenem Eiweiß überstäubt. Die aufgestäubte Schicht wurde fein übertrieben und poliert, bis die Oberfläche fast ganz trocken war. Präpariert wurde durch Übergießen mit einer Lösung von Silbernitrat (1:8), der Überschuss abgewischt und die Platte nach dem Trocknen 20 Minuten Ammoniakdämpfen ausgesetzt. Die Bildvorlage kopierte man mit einem Negativ auf. Zum Entwickeln wurde nicht länger als 30 Sekunden gewässert und mit einer Fixiernatronlösung (1:6), welche etwas Soda und Goldchlorid enthielt, vergoldet und fixiert.

## Verzeichnisse
- Hollstein's German engravings, etchings and woodcuts, Amsterdam, van Gendt, 1954 begründet von Friedrich Wilhelm Heinrich Hollstein (1888–1957), ein Werkverzeichnis aller deutschen Kupferstich- und Holzschnittkünstler der Frühen Neuzeit, Fortsetzung: New Hollstein German engravings, etchings and woodcuts ca. 1400–1700[5][6]